# Gegenmacht
Der Terminus (Term; Determinativkompositum) Gegenmacht (engl. counterpower, countervailing power; franz. contre-pouvoir) bezeichnet in einem engen Sinn verstanden die Möglichkeit der Kompensation einseitiger Marktmacht (Nachfrage- bzw. Anbietermacht) durch eine weitere Macht auf einer anderen Marktseite, eben die Gegenmacht, die sich selbständig organisiert. Im weiteren Sinn bezeichnet Gegenmacht Widerstand, Gegendruck etc.
Der Begriff, der sich zuerst bei J. M. Keynes und John Kenneth Galbraith findet, wurde in der sozialwissenschaftlichen Literatur über Gewerkschaften wichtig, wo er der Erklärung von Korrekturen reiner Marktprozesse durch die kollektive Verhandlungsmacht dieser Gewerkschaften diente. Lohnhöhe und Verteilungsproportionen seien insofern auch als Ergebnis von Gegenmächtigkeit zu begreifen.
„Wirtschaftsethiken gehen nicht mehr von der optimistischen Einschätzung Adam Smiths aus, dass der freie Markt selber für moralisch gerechte Verhältnisse sorgt.“
Ökonomisierung wird als Ausweitung des Prinzips von Macht und Gegenmacht verstanden.
Abstimmungsmacht (engl. voting power, voting interest, d. h. Stimmrecht; franz. vote, suffrage) kann mithilfe von Machtindices quantifiziert werden.
Gesine Schwan wird gesprächsweise mit der kontrastiven, geschlechterdifferenzierenden Aussage zitiert: „Max Weber definiert Macht als Gegenmacht, also als Fähigkeit, eine Sache gegen Widerstände durchdrücken zu können. Hannah Arendt dagegen sieht Macht als das Potenzial, andere zu motivieren und zu stärken auf dem Weg zu gemeinsamen Zielen und Projekten. Die Letztere ist diejenige Vorstellung von Macht, die ich selbst anstrebe.“ Bei Schwans Machtbegriff handelte es sich demnach um einen Gegenbegriff zum (Gegen-)Machtbegriff Webers.
Die (eine) berühmte Eigenformulierung Max Webers lautet: „Macht bedeutet jede Chance, innerhalb einer sozialen Beziehung den eigenen Willen auch gegen Widerstreben durchzusetzen, gleichviel worauf diese Chance beruht.“ Im Gegensatz zu Macht setze Herrschaft (sozialwissenschaftlich, nach Weber) Legitimität voraus. Für Gerhard Göhler ist es naheliegend, „Machtbegriffe nicht als sich gegenseitig ausschließend, sondern als verschiedene Dimensionen des Phänomens der Macht aufzufassen.“ Göhlers Machtbegriff ist medial, in der universellen Mittelbarkeit menschlicher Existenz (Christoph Hubig) gegründet. 

Bei Heinrich Popitz steht der Verletzungsmacht (Vulneranz) die – in der Psychologie auch als Vulnerabilität bezeichnete – Verletzungsoffenheit gegenüber. Popitz schreibt:
Auch der Märtyrer opfert sein Leben, aber er geht diesen letzten Schritt nicht selbst. Er entzieht sich der Macht nicht, sondern bleibt bis zum Letzten mit ihr konfrontiert.

Damit entsteht etwas Eigentümliches. Aus der äußersten Hilflosigkeit bildet sich, indem sie ertragen wird, eine Macht eigener Art, die Gegenmacht des Sich-töten-Lassens.
Auch bei dem Begriff Gegenreligion handelt es sich um Gegenmächtigkeit.
Bertrand Russell positioniert Philosophie in den 1940er Jahren als Gegengewicht zum Machtrausch, zu dem speziell moderne Menschen neigen würden.
In der Verfassungstheorie wird die Staatsgewalt auch als Staatsmacht bezeichnet (pouvoir).
Als vierte Gewalt oder vierte demokratische Macht werden informell Journalismus und Medien bezeichnet.
In den ältesten Sprachen gibt es Urworte, die in sich eine gegensätzliche Bedeutung enthalten. Diese Bedeutung gegenmächtiger Begriffe könne an ihrem Gegensinn festgemacht werden.